# Trapezoide
Il trapezoide è un osso breve del carpo posto nella fila distale del carpo distalmente all'osso scafoide, medialmente al trapezio e lateralmente al capitato, con i quali instaura tre artrodie. Si articola inoltre distalmente con il secondo osso metacarpale. Ne sono provvisti tutti i Tetrapoda e naturalmente l'uomo.

## Descrizione
L'osso trapezoide ha forma irregolarmente cubica o di un tronco di piramide a base dorsale. Offre alla descrizione sei facce, delle quali una prossimale, una mediale, una distale, una laterale, una dorsale e una palmare.
La superficie mediale, quella prossimale e quella laterale presentano rispettivamente la superficie articolare capitata, la superficie articolare navicolare e la superficie articolare trapezio-trapezoidea del trapezoide, tre faccette articolari continue e rivestite di cartilagine mediante le quali l'osso trapezoide si articola con il capitato, lo scafoide e il trapezio nell'articolazione mediocarpale formando tre artrodie.
La superficie distale presenta una superficie articolare concava, anch'essa rivestita di cartilagine e detta superficie articolare metacarpale del trapezoide, che contribuisce, assieme alle superficie articolari metacarpali dell'osso trapezio e dell'osso capitato, a formare la cavità glenoidea per il secondo osso metacarpale nell'articolazione carpo-metacarpale mediale.
Infine le superfici palmare e dorsale offrono attacco ai legamenti mediocarpali scafo-trapezoidei, ai legamenti intercarpali trapezio-trapezoidei e capitato-trapezoidei e ai legamenti carpo-metacarpali.